# София Вилхелмина фон Холщайн-Готорп
София Вилхелмина Шведска фон Холщайн-Готорп с пълното име София Вилхелмина Катарина Мария Луиза Шарлота Анна (на шведски: Sofia Vilhelmina Katarina Maria Lovisa Charlotta Anna av Sverige; на немски: Sophie Wilhelmine von Holstein-Gottorp; Sophie Wilhelmine Katharina Marie Luise Charlotte Anne von Schweden; * 21 май 1801, Стокхолм; † 6 юли 1865, Карлсруе) е принцеса от Швеция и чрез женитба велика херцогиня на Баден (30 март 1830 – 24 април 1852).

## Биография
Te e дъщеря на шведския крал Густав IV Адолф (1778 – 1837), херцог на Холщайн-Готорп, и съпругата му принцеса Фридерика Доротея фон Баден (1781 – 1826), дъщеря на наследствения принц Карл Лудвиг фон Баден и съпругата му принцеса Амалия фон Хесен-Дармщат.
Тя расте в Стокхолм. Нейният баща е против Наполеон I и през 1809 г. е свален като крал, фамилията бяга през 1809 г. в Баден. Родителите ѝ се развеждат на 17 февруари 1812 г.
София се омъжва на 18 години на 25 юли 1819 г. в Карлсруе за граф Леополд фон Хохберг (1790 – 1852), най-възрастният син на Луиза Каролина Гайер фон Гайерсберг фон Хохберг от нейния морганатичен брак с Карл Фридрих фон Баден, първият велик херцог на Велико херцогство Баден, от род Церинги. От 1818 г. нейният съпруг Леополд е смятан като наследник на трона и през 1830 г. става велик херцог на Баден.
София скоро печели симпатиите на гражданите на Баден. През 1831 г. тя основава женско дружество, което се грижи за благотворителството и за бедните.
По време на революцията в Баден през 1848/1849 г. великохерцогската фамилия е изгонена от Карлсруе и бяга в изгнание на 13 май 1849 г. в Кобленц. През август същата година се връща отново в Карлсруе.
Към края на управлението на нейния съпруг Леополд София му помага повече. Той има все по-големи здравословни проблеми до смъртта му през 1852 г. Тя живее след това във вдовишката си резиденция в Карлсруе, където по-късно се построява наследстения великохерцогски палат.
Тя умира на 6 юли 1865 г. на 64 години и е погребана в градската цъква в Карлсруе. След покушението на нейния гроб по време на Втората световна война нейниятт саркофаг е преместен в княжеската гробна капела във великохерцогския мавзолей в Карлсруе.

## Деца
София и велик херцог Леополд I фон Баден имат осем деца:
- Александрина (1820 – 1904), ∞ 3 май 1842 херцог Ернст II фон Саксония-Кобург и Гота (1818 – 1893)
- Лудвиг (1822)
- Лудвиг II (1824 – 1858), велик херцог на Баден (1852 – 1856)
- Фридрих I (1826 – 1907), регент (1852 – 1856), велик херцог на Баден (1856 – 1907), ∞ 20 септември 1856 Луиза Пруска (1838 – 1923)
- Вилхелм (1829 – 1897), пруски генерал, ∞ 11 февруари 1863 Мария Максимилиановна фон Лойхтенберг (Рома́новская) (1841 – 1914)
- Карл (1832 – 1906), ∞ 17 май 1871 Розалия фон Бойст, графиня фон Рена (1845 – 1908)
- Мария Амалия (1834 – 1899), ∞ 11 септември 1858 княз Ернст фон Лайнинген (1830 – 1904)
- Цецилия (Олга Фьодоровна) (1839 – 1891), ∞ 28 август 1857 велик княз Михаил Николаевич Романов (1832 – 1902)

## Памет
Една година преди нейната смърт Карлсруе наименува през 1864 г. една улица на нея, Софиенщрасе.